# NGC 669
NGC 669 (другие обозначения — UGC 1248, MCG 6-5-4, ZWG 522.4, IRAS01443+3519, PGC 6560) — спиральная галактика (Sab) в созвездии Треугольника. Открыта Эдуаром Стефаном в 1883 году. Описание Дрейера: «довольно тусклый, довольно крупный и сильно вытянутый объект».
Этот объект входит в число перечисленных в оригинальной редакции «Нового общего каталога».
Вместе с NGC 662, NGC 668 и несколькими другими галактиками входит в скопление галактик Abell 262, которое является частью сверхскопления Персея-Рыб.
Галактика NGC 669 входит в состав группы галактик NGC 669. Помимо NGC 669 в группу также входят ещё 34 галактик.
NGC 669 является экстремально массивной изолированной спиральной галактикой. Масса звёзд галактики оценивается в 3,32+0,02
−0,17×1011 M⊙, полная барионная масса — в 5,32×1011 M⊙, полная масса в 8,7×1012 M⊙; скорость звездообразования составляет 0,77 ± 0,07 M⊙/год. На галактику накладывается диффузный мягкий рентгеновский источник в диапазоне 0,5—1,25 кэВ, вытянутый к западу далеко за пределы оптического изображения; с ним ассоциированы также два точечных рентгеновских источника (один из них связан с другой галактикой, второй — с радиоисточником). Предполагается, что эти рентгеновские источники не связаны с NGC 669.